# Seiichi Ogawa
Seiichi Ogawa (小川 誠一?, Ogawa Seiichi; Prefettura di Chiba, 21 luglio 1970) è un ex calciatore giapponese, di ruolo difensore.